# 李红良
李红良（1974年9月—），男，中国生物学家，武汉大学教授，长江学者特聘教授。现任武汉大学基础医学院院长、武汉大学模式动物研究所所长。2018年，他被武汉大学千人计划专家霍文哲实名举报涉嫌学术造假，而武汉大学未对其进行处理。2019年11月，他被首都医科大学校长饶毅实名举报造假。

## 争议

### 造假争议
2018年1月18日，微信公众号知识分子首发了题为《“千人计划”专家举报武大“长江学者”论文涉嫌造假》的调查报道， 武汉大学千人计划专家霍文哲举报李红良发表在《自然·医学》上的两篇文章涉嫌造假，认为其文章有两大疑点：猴子实验周期不足、关键实验用猴数量不足。霍文哲称，“我们提供的是一剑封喉的证据。”
1月18日晚，武汉大学官方微博发布该校学术委员会的声明，称于2017年4月28日第一次收到相关匿名举报，并于2017年12月18日责成武汉大学人民医院，组织包括五名专家（包括三名校外院士）进行鉴定。专家组认为，李红良的实验相关数据不曾伪造，并表示将再次组织专家进行评判。1月29日下午，武汉大学官方微博发布了《关于李红良团队被举报学术不端的调查意见》，认为李红良团队被举报的相关内容不存在学术造假，但在论文撰写过程中存在个别疏漏。
一些美国基因治疗专家认为不值得再为此浪费时间。一位专家称，“我们提出批评，他却回复了一堆垃圾。”
2019年11月29日，首都医科大学校长饶毅实名举报李红良、裴钢、耿美玉造假。
2021年1月21日，科技部发布调查结论，指李红良的21篇论文未发现有造假，但发现较多论文存在“图片误用”。

### 女儿获奖争议
2020年，李红良的两个女儿（就读于华中科技大学附属小学）因“茶多酚的抗肿瘤实验研究”项目获全国青少年科技创新大赛三等奖，引起质疑。李红良回应称未参与女儿实验。武汉市科学技术协会称实验为学生独立完成。